# Wilburton (Oklahoma)
Wilburton es una ciudad ubicada en el condado de Latimer en el estado estadounidense de Oklahoma. En el año 2010 tenía una población de 2843 habitantes y una densidad poblacional de 369,22 personas por km².

## Geografía
Wilburton se encuentra ubicada en las coordenadas 34°55′6″N 95°18′38″O / 34.91833, -95.31056 (34.918379, -95.310645).

## Demografía
Según la Oficina del Censo en 2000 los ingresos medios por hogar en la localidad eran de $20,878 y los ingresos medios por familia eran $25,543. Los hombres tenían unos ingresos medios de $22,917 frente a los $18,684 para las mujeres. La renta per cápita para la localidad era de $9,503. Alrededor del 24.9% de la población estaban por debajo del umbral de pobreza.